# Bannes, Marne

Bannes este o comună în departamentul Marne, Franța. În 2009 avea o populație de 270 de locuitori.